# Зведені родичі
Зведені родичі — це стан споріднення, що виникає при вступі людей у повторний шлюб. У зведених братів або сестер немає спільних батьків, і їх пов'язують знов виниклі сімейні відносини, але не біологічна спорідненість. У той же час, брати і сестри по одному з батьків не називаються зведеними, а «єдинокровними» (по батькові) або «єдиноутробними»
. Сім'я, в якій в одного або обох з подружжя є діти від попереднього шлюбу, називається зведеною сім'єю
. Зведеними родичами також є інші члени таких родин, наприклад, мачуха і пасинок, чоловік і внучка нової дружини.

## Правові норми
В законодавстві багатьох країн світу, вітчим або мачуха не володіють особистими правами і обов'язками стосовно пасинків і пасербиць в тому випадку, якщо вони не були ним (їй) усиновлені або не стали його (її) прийомними дітьми. Всі права й обов'язки, якщо вони не були обмежені судовим порядком, зберігають біологічні батьки дитини.